# Mali Carevdar
Mali Carevdar – wieś w Chorwacji, w żupanii kopriwnicko-kriżewczyńskiej, w mieście Križevci. W 2011 roku liczyła 19 mieszkańców.